# 아시아학
아시아학(Asian studies)은 유럽에서 동양학으로 알려진 학문을 지칭하는 용어로, 북아메리카와 오스트레일리아에서는 일반적으로 아시아인, 그들의 문화, 언어, 역사, 정치를 연구하는 학문이다. 아시아학은 아시아 사회의 전통 사회와 현대 사회의 정치, 문화, 경제 현상을 연구하기 위해 사회학, 역사학, 문화인류학 등 여러 학문 분야를 융합한다. 아시아학은 많은 대학에서 대학원 과정으로 운영된다.
아시아학은 지역학의 한 분야이며, 런던의 SOAS 런던 대학교처럼 많은 서양 대학에서 아시아학과 아프리카학을 하나의 학부나 연구소에서 통합적으로 연구한다. 이슬람학과도 유사한 방식으로 융합되는 경우가 많다. 서양에서 아시아학의 역사는 동양학으로 다룬다.
국제아시아연구소(IIAS)는 "아시아학"의 범위 내에서 인더스 강 동쪽의 아시아만을 연구 대상으로 삼는다.

## 분과
- 인도학
- 동남아시아학
- 동아시아학
- 서아시아학
- 중앙아시아학
- 셈학(Semitic studies)
- 유대학

## 같이 보기
- 동아시아학
- 문화연구
- 이집트학
- 아시아계 미국인 작가 연수회